# Gospel
Pour les articles homonymes, voir Gospel (homonymie).
Genres dérivés
Country, soul, rap, disco, reggae
Le gospel est un genre de musique chrétienne avec des dominantes vocales qui varient selon la culture. Il s'est développé en même temps que le blues primitif. Les artistes modernes de gospel ont aussi intégré des éléments de musique soul. L'origine de ce style provient des afro-américains chrétiens évangéliques, suivant les negro spirituals. 

## Histoire

### XVIIIesiècle
Le mot gospel, du vieil anglais godspell, signifie « évangile » (mot d'origine grecque signifiant « bonne nouvelle »), rappelant que le Gospel fait référence au Nouveau Testament (symbole d'une nouvelle naissance, d'une résurrection, de la grâce qui libère en lien avec l'émancipation des esclaves),.
Arrivés sur le continent américain, les esclaves font l'objet d'une sorte de dressage (période d'acclimatation appelée le seasoning par les esclavagistes anglo-saxons). Coupés de leurs racines (on les sépare de leur famille, de leur groupe ethnique, de leur groupe linguistique, on leur donne un nouveau nom), ils doivent s'habituer aux conditions particulières du pays (apprentissages forcés de la langue, de la vie sociale sur les plantations, de la religion, etc.) et des conditions de travail. Totalement désocialisés, ils doivent réinventer des liens communautaires qui ne peuvent plus être ceux de l'Afrique et se créer des biens immatériels : prière, spiritualité, musique à travers des chants de travail qui sont à l'origine des negro spirituals qui apparaissent au XVIIIe siècle en lien avec l'émergence des Églises noires puis des gospel hymns qui se développent au XIXe siècle,.

### XIXesiècle
Son origine peut être retrouvée dans les réveils religieux des années 1850 aux États-Unis. Un chanteur comme Ira Sankey (1840–1908) est un élément essentiel des campagnes d'évangélisation de Dwight Moody, un compositeur et un promoteur important du gospel.
Depuis les années 1870, les instruments sont de plus en plus présents dans les services : orgue, harmonium, instruments à vent, claquements des mains et mouvements du corps. Puis les gospel hymns se développent dans les églises évangéliques.

### XXesiècle
Le début du XXe siècle voit surgir un véritable développement pour la musique gospel particulièrement dans les églises baptistes et pentecôtistes afro-américaines. Les gospel hymns deviennent des gospel songs dont les bases sont à la fois simples et sophistiquées. Mais au début de ce siècle, on ne peut pas encore véritablement parler de gospel.
Le gospel est incontestablement une révolte musicale dans une Amérique raciste. C'est une expression de la souffrance des Noirs récemment émancipés, mais encore sous l'autorité blanche, particulièrement dans les États du Sud ; d'où une très forte migration vers les grandes villes du Nord (Chicago, Détroit, New York). Ces populations ne s'engagent pas politiquement même si elles restent fidèles au parti républicain, à Lincoln, leur libérateur. Le gospel fait intervenir plus d'instruments, comme déjà évoqué ci-dessus, mais fait aussi plus souvent référence à Jésus-Christ et aux apôtres, c’est-à-dire aux Évangiles, contrairement aux negro spirituals qui évoquaient plutôt des personnages de l'Ancien Testament (Joshua Fit the Battle of Jerico, Go Down Moses, etc.).
Le gospel comporte des quartets vocaux et des chanteurs de renom. Les quartets vocaux restent le phénomène le plus populaire du gospel. Ils sont composés de deux ténors, un baryton et une basse. Cette polyphonie à quatre parties, également appelée male quartet s'est largement inspirée des barbershop singers, qui se réunissaient dans l'échoppe du coiffeur. L'harmonisation simple de ces quartets a la particularité de faire intervenir une voix au-dessus de la mélodie. Ces quartets vocaux sont plus spontanés, prennent plus de risque que les chœurs universitaires qui lassent à cause de leur rigueur, de leur côté conventionnel. D'où, un très grand succès. On peut citer l'un des plus connus, le Golden Gate Quartet lors de la période de l'entre-deux-guerres. À leurs débuts, ils se nommaient les Golden Gate Jubilee Singers et chantaient a cappella en 1934. Entre 1937 et 1943, ils enregistreront plus de cent titres dans un registre religieux mais aussi profane dans les cabarets.

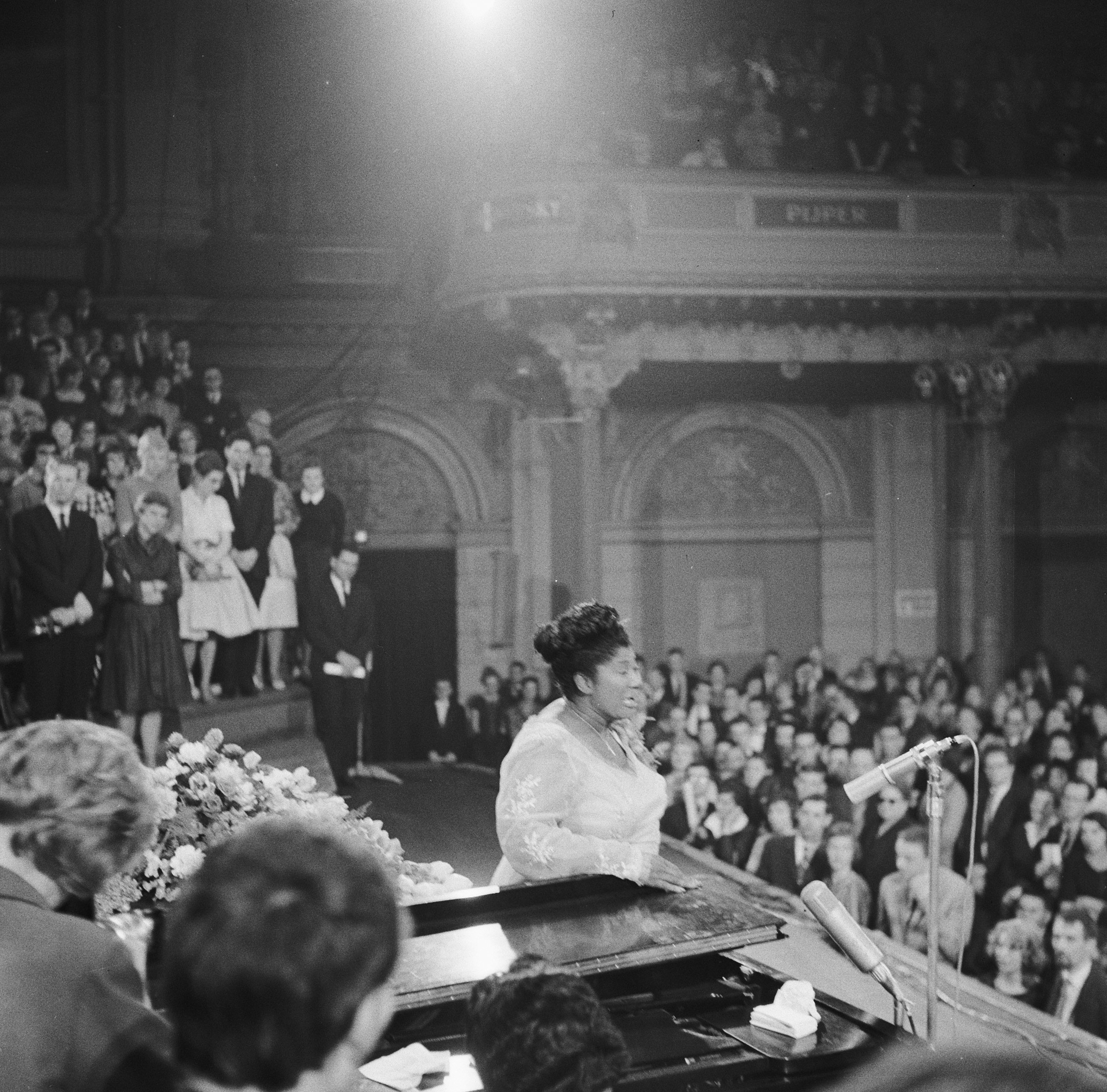
Mahalia Jackson en concert à Amsterdam en 1961.

Thomas A. Dorsey, un célèbre musicien de gospel, contribuera à mettre les femmes sur le devant de la scène. Notamment avec son quatuor féminin. En 1937, il écrit la chanson Peace in the Valley pour Mahalia Jackson. Bien que le gospel se développe dans les années 1930, ce n'est pas avant 1945 que les femmes pourront se faire connaître dans ce registre musical à majorité masculine.
En 1964, la Gospel Music Association est fondée à Nashville. En 1969, les Dove Awards, une cérémonie de récompense musicale chrétienne sont fondés à Memphis, Tennessee.

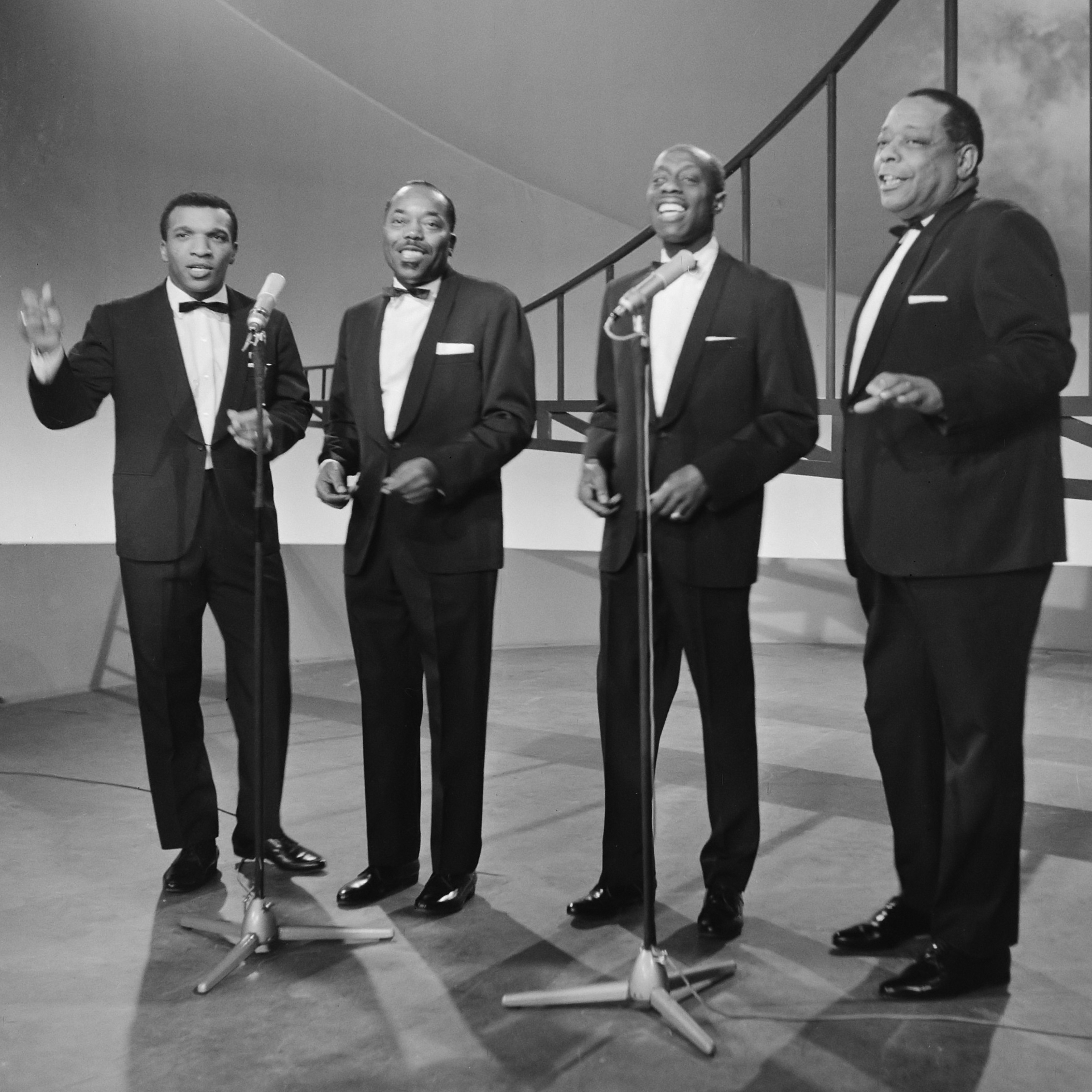
Le Golden Gate Quartet (1964).

Né en terrain nord-américain, dans un contexte anglophone marqué par la lutte contre l'esclavage, le genre musical du Gospel s'est diversifié depuis dans d'autres aires culturelles et linguistiques. C'est ainsi que l'on a vu naître, dans les années 1960-70, un Gospel francophone, porté par les protestantismes des Caraïbes, de l'Afrique de l'Ouest, du Québec et d'Europe de l'Ouest.